# 1339
1339 је била проста година.

## Догађаји

### Јун
- 21. јун — Битка код Лаупена